# Bernhard Schmidt (Optiker)

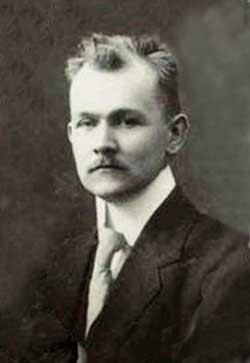
Bernhard Schmidt

Bernhard Woldemar Schmidt (* 30. Märzjul. / 11. April 1879greg. auf der zu Estland gehörigen Insel Naissaar (deutsch Nargen); † 1. Dezember 1935 in Hamburg) war ein estnischer auf astronomische Optik spezialisierter Optiker. Nach ihm ist das Schmidt-Teleskop benannt, das auch als Schmidt-Kamera oder Schmidt-Spiegel bezeichnet wird.

## Leben und Werk
Als Jugendlicher verlor Bernhard Schmidt beim Spielen mit Schießpulver seine rechte Hand. Trotz dieser Behinderung glänzte er nicht nur durch theoretische Kenntnisse, sondern vor allem auch bei der Herstellung perfekter Linsen und Spiegel.
Bernhard Schmidt studierte von 1901 bis 1904 am Technikum Mittweida Elektrotechnik und fertigte ab 1903 in seiner Werkstatt in Mittweida handgeschliffene Spiegel und Linsen mit höchster Präzision. Neben der Herstellung der verschiedenen großen Spiegel und Objektive für astronomische Geräte verbesserte er vorhandene Optik durch Retusche. So kam er auch mit der Sternwarte in Hamburg-Bergedorf in Kontakt, er wirkte dort seit 1926 als freier Mitarbeiter.
In Hamburg gelang ihm die Erfindung eines völlig neuartigen Spiegelteleskops, das heute Schmidt-Spiegel, Schmidt-Teleskop oder auch Schmidt-Kamera genannt wird. Die Schmidt-Kamera fand wegen des großen erfassbaren Bildwinkels und höchster Bildgüte bis in die Ecken der Fotoplatten bald weite Verbreitung in der Astrofotografie. Schmidt meldete seine Entwicklung nicht als Patent an.
Schmidt verwendete für die nach ihm benannten Spiegelteleskope eine Kombination aus sphärischem Spiegel und einer in dessen Mittelpunktsebene angebrachten, asphärischen Korrekturplatte (Schmidt-Platte). Damit lassen sich die Nachteile von Parabolspiegeln (kleines Bildfeld) sowie von Linsenoptiken (geringe Lichtstärke, „sekundäres Spektrum“) vermeiden. Bereits die Anordnung der Schmidt-Platte als Eintrittspupille genau im Krümmungsmitelpunkt des Hauptspiegels beseitigt die außeraxialen Bildfehler Koma und Astigmatismus.
Zur Fertigung der schwierig herzustellenden Korrekturplatte entwickelte und praktizierte Schmidt ein eigenes Fertigungsverfahren: eine planparallele Glasplatte wird mit Unterdruck gezielt verformt. In diesem Zustand wird die Platte wieder plan bzw. sphärisch geschliffen und poliert. Nach der Politur wird die Platte entspannt. Die sich ergebende Form einer solchen Platte beseitigt die sphärische Aberration des Kugelspiegels, so dass ein großes Bildfeld ohne Abbildungsfehler genutzt werden kann. Dadurch war es nun erstmals möglich, lichtstarke Teleskope mit großer numerischer Apertur und einem großen Bildfeld zu schaffen.
Sein Grab befindet sich auf dem Friedhof Bergedorf neben der Hamburger Sternwarte.

## Ehrungen
Bernhard Schmidt ist die Hauptfigur im 1987 erschienenen Roman Vastutuulelaev (deutsch Gegenwindschiff) des estnischen Schriftstellers Jaan Kross (1920–2007).
Nach Schmidt sind der Asteroid (1743) Schmidt und (zusammen mit zwei Namensvettern) der Mondkrater Schmidt benannt.
Auch der Schmidtweg im Hamburger Stadtteil Bergedorf, die Bernhard Schmidt-Grundschule und die Bernhard-Schmidt-Straße in Mittweida sind nach Bernhard Schmidt benannt.

## Werke

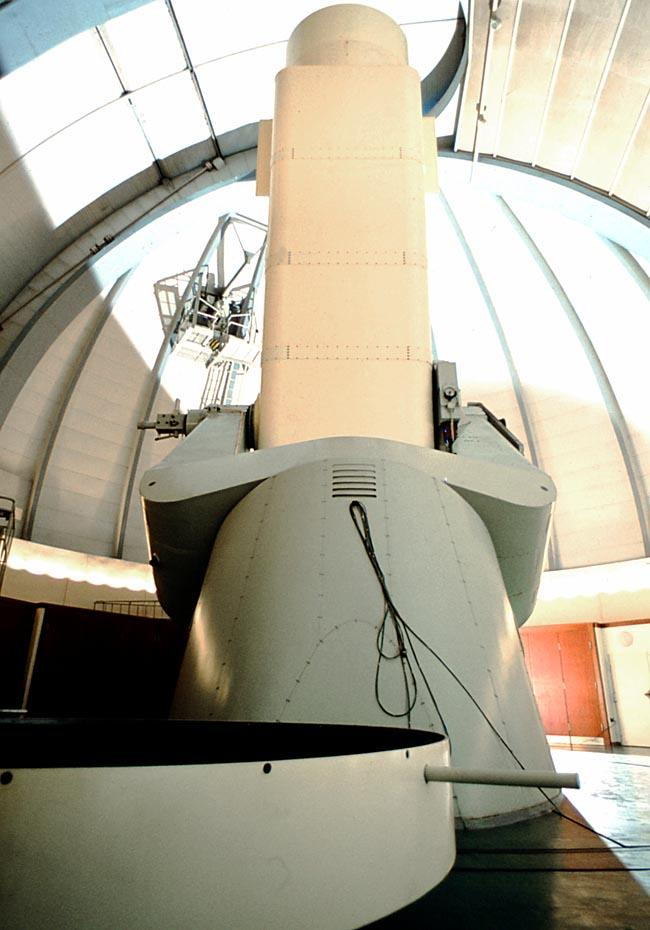
Das Alfred-Jensch-Teleskop, die weltgrößte Schmidt-Kamera

- Ein lichtstarkes komafreies Spiegelsystem. In: Centralzeitung für Optik und Mechanik, Band 52, 1931, S. 25–26 und Mitteilungen der Hamburger Sternwarte in Bergedorf, Band 7, Nr. 36, 1932, S. 15–17, Online verfügbar